# كاتدرائية كولونيا

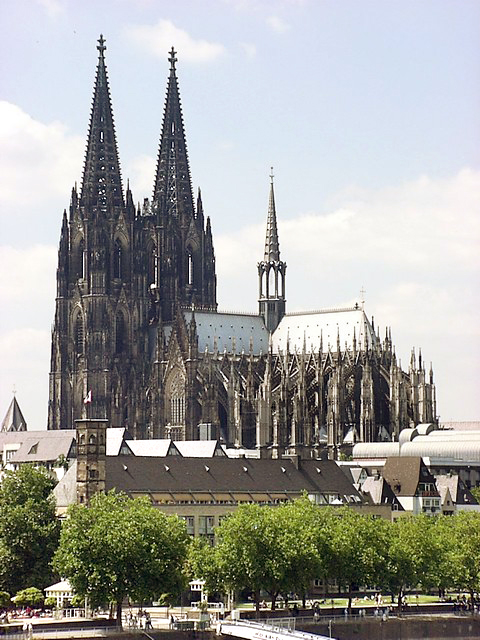
كاتدرائية كولونيا من الراين

كاتدرائية كولونيا (بالألمانية: Kölner Dom كولنر دوم واسمها الرسمي Hohe Domkirche St. Peter und Maria) هي إحدى أشهر الصروح المعمارية والدينية المهيبة في ألمانيا وتتمتع بقدرة عالية على جذب أكبر نسبة من السياح عرفتها ألمانيا. هذه الكاتدرائية تعد الرمز الحقيقي لمدينة كولونيا م وهو ما يدفع الكثيرين إلى اعتبار مدينة كولونيا بمثابة جسد بلا روح دون الكاتدرائية «الدوم». تتبع الكاتدرائية الكنيسة الكاثوليكية وهي مقر رئيس أساقفة كولونيا. عندما انتهى بناء برجيها في العام 1880 م كانت أطول بناء في العالم (برجاها يرتفعان إلى 157 متراًً) وبقيت كذلك حتى بناء صرح واشنطن عام 1884 م.
ولدت فكرة بناء هذه الكنيسة في عام 1164 م بعد أن قام رئيس الأساقفة في مدينة كولونيا الكاردينال راينالد فون داسيلل بإحضار رفات المجوس الثلاثة من ميلانو إلى كولونيا كهدية من القيصر فريدريك الأول الذي احتل ميلانو في نفس العام. ووفقاً للرواية التاريخية فالمجوس الثلاثة هم من ظهر لهم نجم يعبرعن ميلاد السيد المسيح، ويبدو أن رفاتهم قد نقلت من القدس أثناء الحملات الصليبية.
اقتبس تصميم الكاتدرائية الحالي من مبناها القديم الذي تم تدشينه في عام 873 م والذي تحول فيما بعد إلى مثال تم الاحتذاء به في مجال فن تصميم وبناء الكنائس في أوروبا. وفي عام 1248 م أعيد بناء الكنيسة على الطراز المعماري القوطي. وخلال عملية الهدم شب حريق في الجزء الشرقي للكاتدرائية مما دفع العاملين فيها آنذاك إلى إعادة ترميم الجزء الغربي فقط لإتاحة الإمكانية لإقامة قداسات دينية فيه. استمر العمل لأكثر من 600 عام حتى تم الوصول إلى الكنيسة في شكلها الحالي.
في عام 1996 تم اختيار الكنيسة كأحد مواقع التراث العالمي من قبل اليونسكو وفي عام 2004 م تم إدراجها في قائمة مواقع التراث العالمي المهددة بالهدم بسبب كثرة أعمال البناء حولها والعديد من الأمور الأخرى.

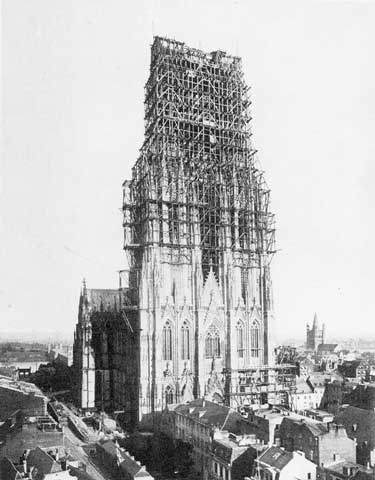
كاتدرائية كولونيا عام 1880

يحيط بالكاتدرائية ميدان كبير خاوي، تقام به الحفلات الموسيقية والتظاهرات الثقافية ومنه ينتقل المرء إلى أكبر شارع تجاري في كولونيا. ومن هنا يمكن أيضاً مشاهدة موكب كرنفال كولونيا الشهير، الذي يمر تحت سفح الكاتدرائية. وعلى الرغم من أن هذا المحيط ذو الطابع التجاري لا يعكس الزخم التاريخي للكاتدرائية، إلا أنها تهبه هالة من القدسية السامية، احتفاءً به وبالحياة الآدمية.

## تاريخ

### الموقع القديم
عندما بدأت أعمال بناء كاتدرائية كولن الحالية في عام 1248 مع وضعِ حجر الأساس، كانت مبانٍ سابقة عدة قد شغلت الموقع بالفعل. ربما كان أقدمها مخصصًا لتخزين الحبوب أو من الممكن أيضًا أن تكون معبدًا رومانيًا للإله ميركوريوس أوغسطس. لكنْ منذ القرن الرابع فصاعدًا، احتلت المباني المسيحية الموقع، بما في ذلك صرح مربع يُعرف باسم «أقدم كاتدرائية» شُيّد بأمرٍ من ماتيرنس، أول أسقف لكولن. ثمة بيتٌ للمعمودية قائم في الطرف الشرقي من الكاتدرائية الحالية يعود تاريخه إلى القرن السابع، ولكنه هُدم في القرن التاسع لبناء الكاتدرائية الثانية. اكتُشفت قبور في موقع الجزء الأقدم من المبنى في أثناء أعمال التنقيب في الكاتدرائية الحالية؛ من ضمنها قبر يعود لصبي بمرفقاتٍ جنائزية كثيرة وآخر يعود لامرأةٍ يُعتقد عمومًا أنها فرنجيّة (من القبائل الجرمانية). ويعتقد أن كلا القبرين يعودان إلى القرن السادس. لم يبق اليوم سوى أنقاض من بيت المعمودية ذاك، وجرن المعمودية المثمَّن الشكل.
اكتمل بناء الكنيسة الثانية التي تسمى «الكاتدرائية القديمة» في عام 818. لكن حريقًا دمرها في 30 أبريل من عام 1248، وذلك خلال أعمال الهدم تحضيرًا لكاتدرائيةٍ جديدة.

### بداية العصور الوسطى
في عام 1164، حصل رئيس أساقفة كولن، رينالد داسيل، على آثار الملوك الثلاثة التي أخذها الإمبراطور الروماني المقدس، فريدريك بربروسا الأول، من بازيليكا سانت يوستورجيو في ميلانو، إيطاليا. تمتلك الآثار أهمية دينية عظيمة وتجتذب حجاجًا من جميع أنحاء العالم المسيحي. كان من المهم لمسؤولي الكنيسة أن يجدوا مكانًا مناسبًا لسكنهم، فبدأوا برنامج بناء على الطراز الجديد للعمارة القوطية، يستند بشكل خاص إلى كاتدرائية آميان الفرنسية.
وضع رئيس الأساقفة كونراد فون هوتشستادن، حجر الأساس يوم السبت 15 أغسطس من عام 1248. اكتمل بناء الجناح الشرقي تحت إشراف مايستر غيرهارد، ثم أُوقف العمل فيه في عام 1322 وأُغلق بجدار مؤقت حتى يمكن استخدامه مع استمرار العمل. يعود كذلك تاريخ أربعة وثمانون مقعدًا خشبيًا في الجوقة إلى مرحلة البناء هذه. توقف هذا العمل في عام 1473، تاركًا البرج الجنوبي مكتملًا إلى مستوى برج الجرس، يتوّجه غرنوق ضخم ظلَّ في مكانه كمَعْلمٍ لأفق مدينة كولن لمدة 400 عام. استمرت بعض الأعمال على نحوٍ متقطع، على هيكل صحن الكنيسة بين الجهة الغربية والجناح الشرقي، إلا أنها توقفت أيضًا خلال القرن السادس عشر.

## معرض صور

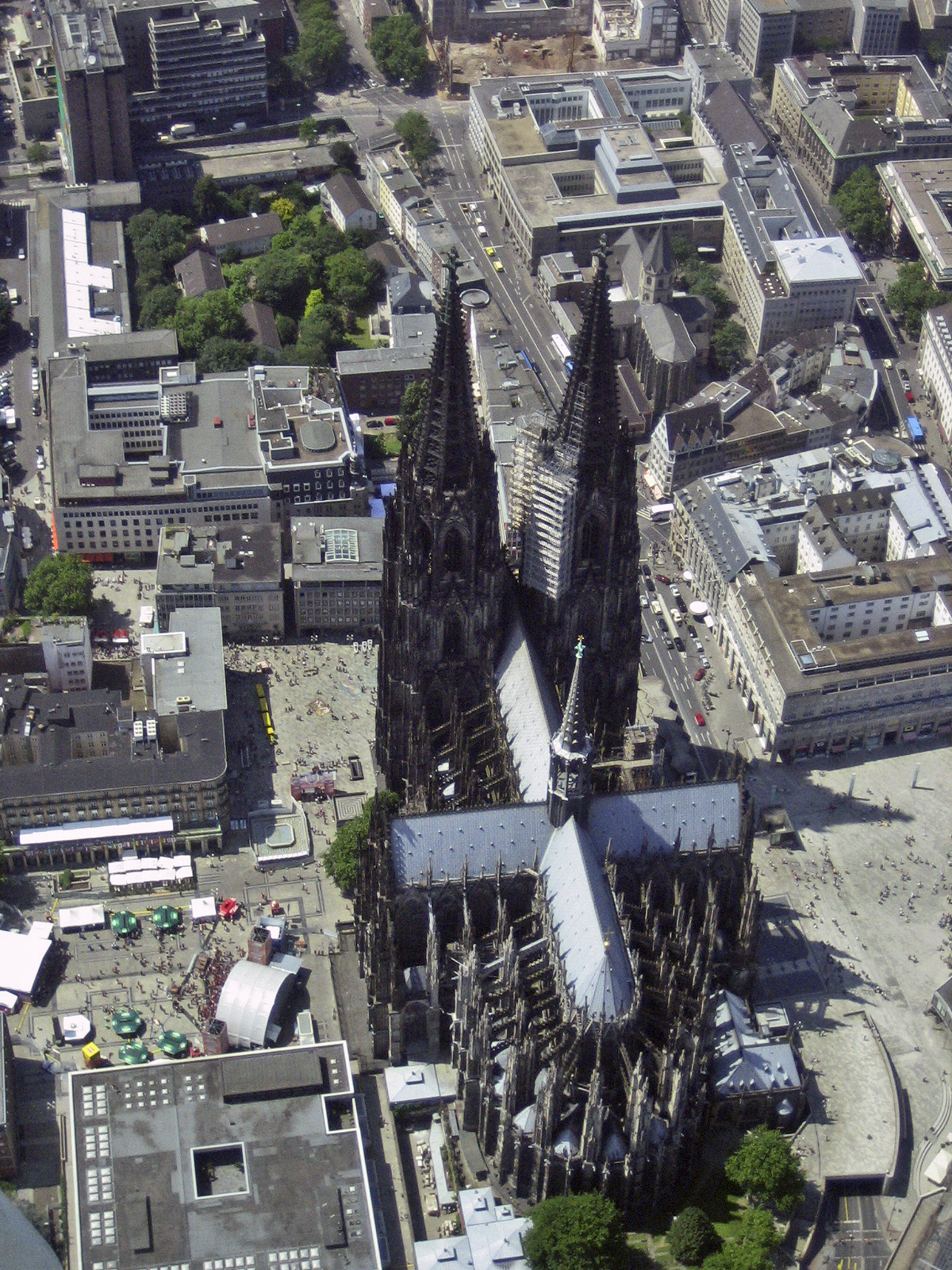
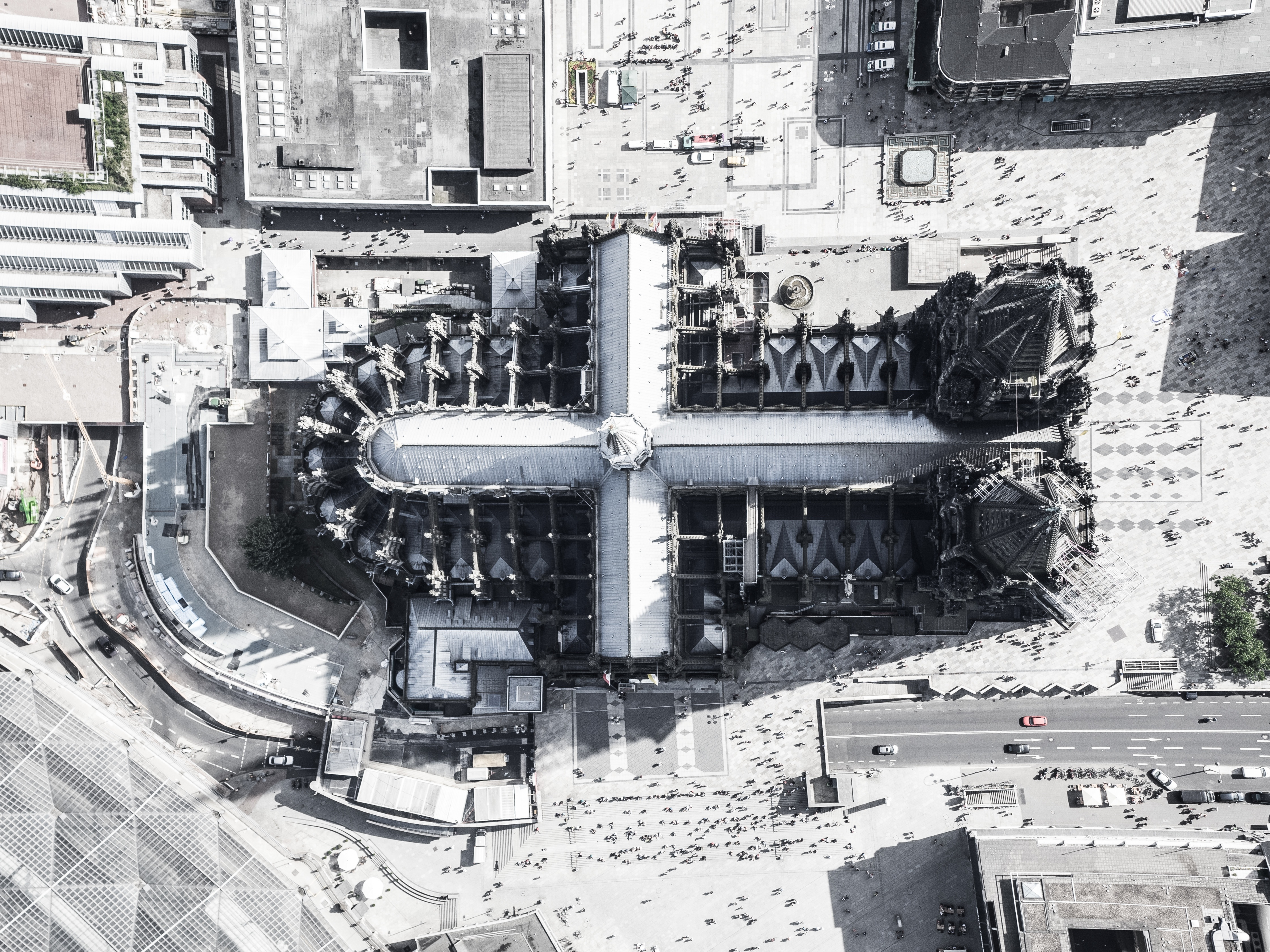
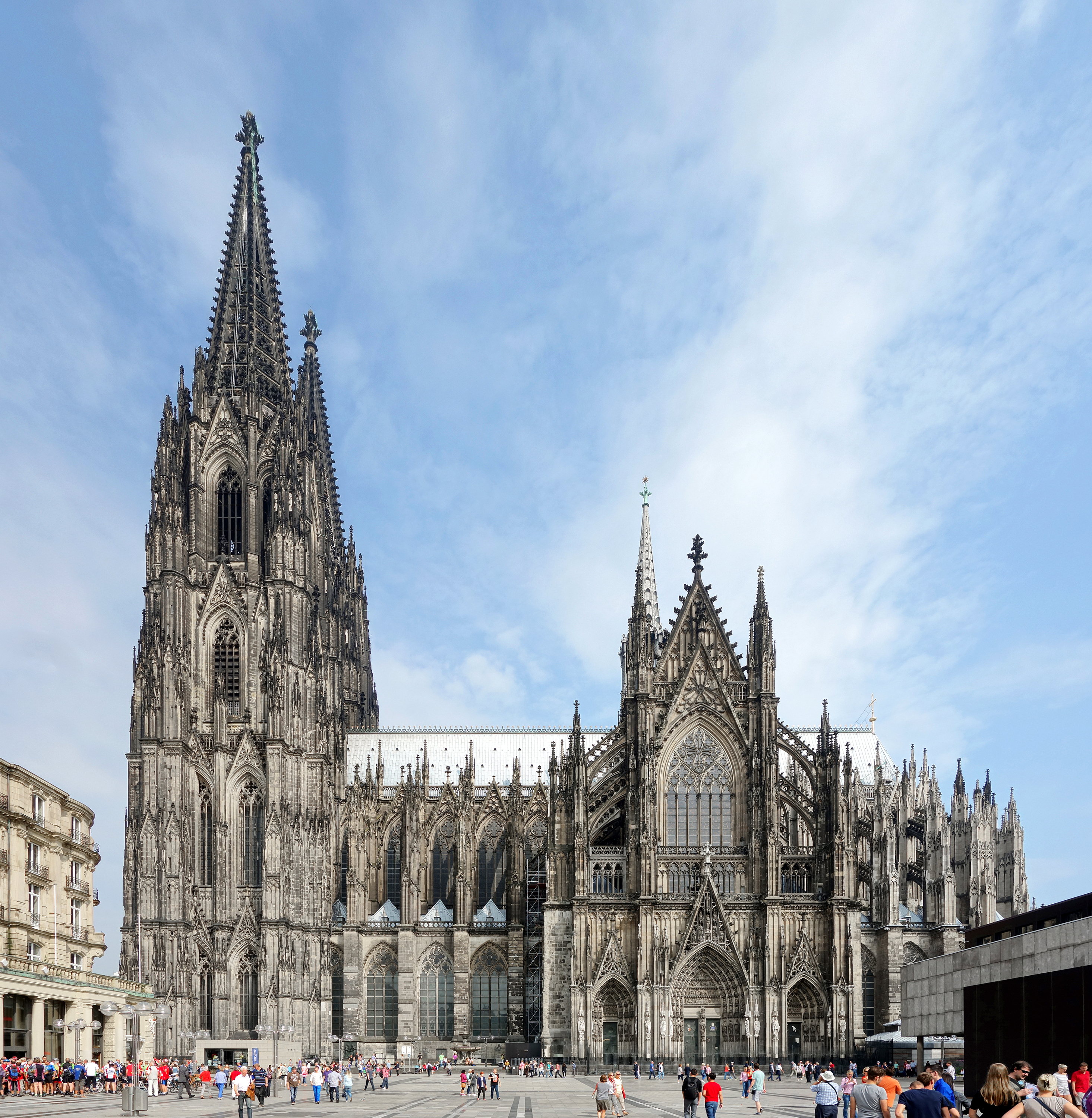
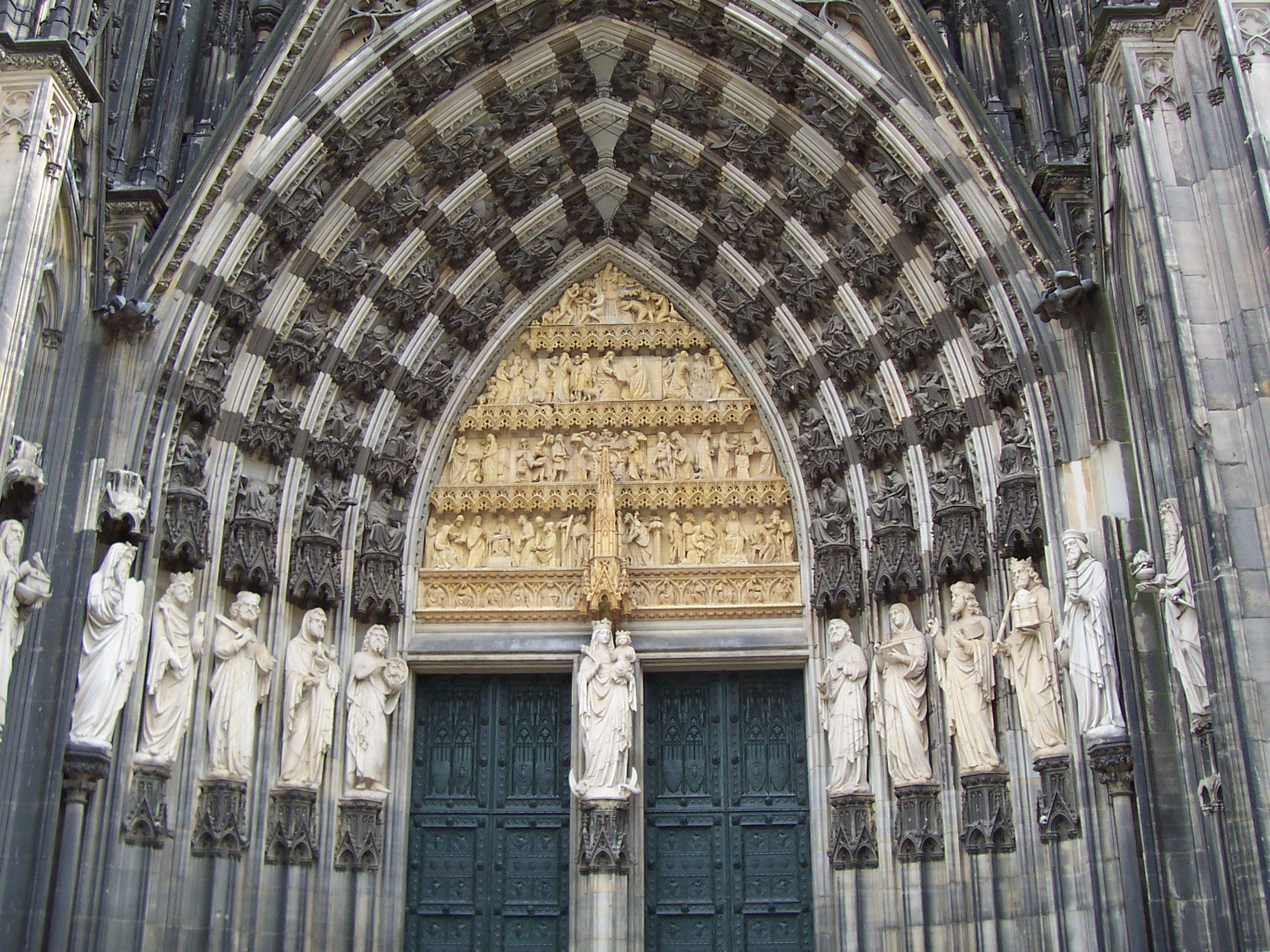
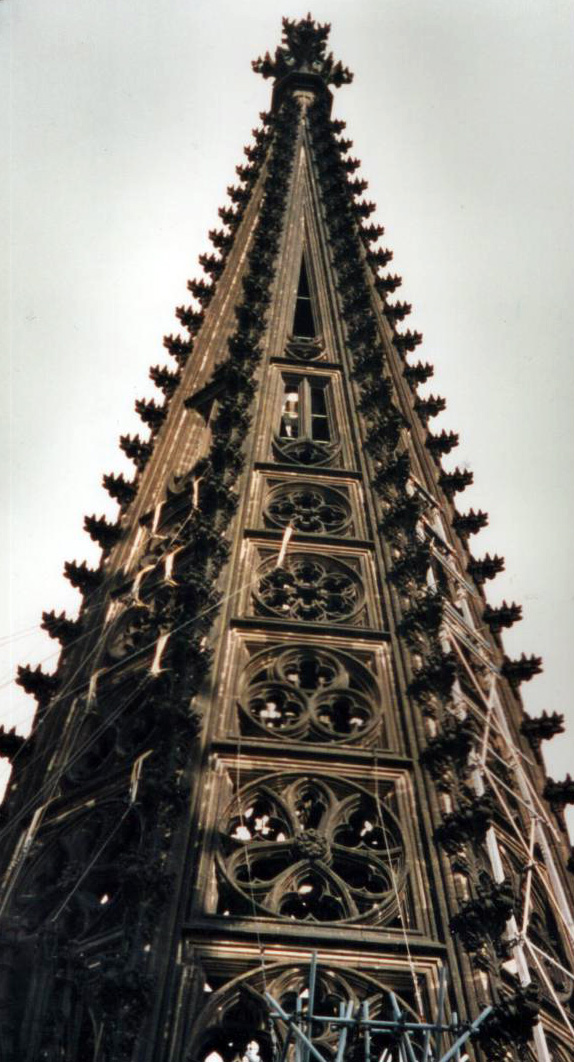